# De Impura Natione
De Impura Natione, subtitulat El valencianisme, un joc de poder, és un assaig realitzat per Damià Mollà i Eduard Mira en 1986, guanyant el premi d'assaig Joan Fuster als XV Premis Octubre, i sent publicat en el número 116 de la sèrie "la unitat" de l'editorial Tres i Quatre.
És considerat com un dels primers assajos que plantegen una revisió del fusteranisme des d'un punt de vista Nacionalista Valencià, i sovint és vista com l'obra que suposa l'inici de la Tercera Via.

## El llibre
De Impura Natione gira al voltant de Joan Fuster i de Nosaltres, els valencians. Amb la intenció de desmuntar o impugnar alguns plantejaments del pensament fusterià i desmitificar al personatge, es fa ús del llenguatge satíric o fins i tot caricaturesc. Al text es fa un repàs a les crítiques i objeccions que, històricament, s'havien fet a les tesis fusterianes, citant textos d'autors com Rafael Ninyoles, Ernest Lluch, Josep Vicent Marquès i Joan Francesc Mira i afegint-ne algunes anàlisis pròpies.
Damià Mollà i Eduard Mira identifiquen dos tipus d'introspecció valenciana: el fusteranisme i el blaverisme, que són anomenats, respectivament pels autors com Nosaltrisme (per Nosaltres, els valencians) i Ratpenatisme (per Lo Rat Penat). La col·lisió entre el fusteranisme i el valencianisme més identificat amb l'imaginari regionalista havia ocorregut prou abans de l'aparició del blaverisme, citant com a exemples la Carta a Serra d'Or de 1961, signada per, entre d'altres, Xavier Casp, Miquel Adlert o Alfons Cucó. Els autors identifiquen com a obstinació que Joan Fuster insistira amb l'ús d'uns noms determinats que utilitzava per a definir al territori i llengua valencianes i a aquesta com, segons els autors, una de les raons de la desavinença. Tot i això, identifiquen l'aparició del fusteranisme com una espècie de regeneracionisme valencià, i defensen la necessitat de revisar el seu pensament. Entre les crítiques versades sobre el fusteranisme, hi ha la de l'obstinació i lectura inadequada de la transició valenciana, sent incapaç de vore la necessitat d'un pacte en aquell moment històric. Unes altres crítiques són l'excessiva importància a la llengua catalana, fet que els faria ignorar el bilingüisme del País Valencià i substituir un regionalisme valencià vinculat a Espanya per un regionalisme de caràcter catalanista, l'excessiu racionalisme de la proposta, o el caràcter excessivament esquerrà de la mateixa.
Per la seua banda, l'obra reivindica la necessitat de fer un nacionalisme valencià que assumisca amb naturalitat les dues components culturals del País Valencià, i que políticament siga interclassista i capaç d'aliar-se tant amb Madrid com amb Barcelona per a aconseguir els seus objectius. Els mateixos autors del llibre van utilitzar l'expressió Puta i Ramoneta per a definir el paper de cruïlla que, al seu paper, hauria de jugar el País Valencià en el conjunt de l'estat espanyol.

## Crítiques
En ser el primer llibre crític que, des de postures fusterianes, critica la praxi del mateix moviment, De Impura Natione va rebre fortes crítiques des d'alguns sectors del fusterianisme, sent les més dures les versades per Enric Solà a quatre articles publicats a El Temps en abril del 87. A La pesta blava, de Vicent Bello, es dedica un capítol sencer a analitzar el neoblaverisme, que és com l'autor identificarà la naixent tercera via. Per a Bello, les tesis revisionistes del fusteranisme de De Impura Natione suposaran un blaverisme o anticatalanisme de baixa intensitat, que no seria una revisió del fusteranisme sinó una proposta anticatalanista que agafa les robes del fusteranisme per a connectar amb bases socials nacionalistes. L'aparició del discurs de la tercera via estaria explicat per la necessitat de les classes dominants d'una cara més amable, comparant el paper de Mollà i Mira amb el de Manuel Broseta en la transició.
Vicent Sanchis, al seu llibre de 2011 Valencians, encara, qualifica de despropòsit i experiment fallit l'obra, tot criticant l'ús del llenguatge i la interpretació dels fets històrics que al llibre es narren, identificant també alguns encerts de la proposta i algunes reflexions encertades amagades entre una semàntica qualificada com a estrambòtica.
Vicent Flor, al seu llibre Societat anònima. Els valencians, els diners i la política va considerar que l'estratègia de fer de frontissa entre Madrid i Barcelona no era possible donat que des de Madrid es controlen els mecanismes de l'estat i des dels successius governs espanyols s'ha demostrat poca sensibilitat cap a les demandes i necessitats de les Comunitats Autònomes de l'Arc Mediterrani. Tot i reconéixer que a una Espanya més mediterrània i sensible a la diversitat lingüística la proposta podria funcionar, concluí que els anys i els fets han demostrat la caducitat de la proposta.

## Llegat
De Impura Natione va suposar un reforç per a aquells sectors del nacionalisme valencià provinents del PNPV o agrupats al PRD que reivindicaven un marc nacional valencià sense identificar-se necessàriament amb les tesis lingüístiques i/o culturals del blaverisme. Per part de sectors d'Unió Valenciana i el món cultural blaver, el llibre no va tindre una rebuda gens negativa, fet que portaria que sectors d'ambdues sensibilitats ideològiques identificades al llibre participaren en actes conjunts com les Tertúlies de l'Hotel Anglés, que propiciarien l'aparició d'un altre llibre, Document 88, i donarien el tret d'eixida a allò que la premsa batejà com Tercera Via.